# تدی دیویسون
تدی دیویسون (به انگلیسی: Teddy Davison) زادهٔ ۲ سپتامبر ۱۸۸۷ بازیکن فوتبال اهل انگلستان بود که سابقهٔ بازی در تیم ملی فوتبال انگلستان را در کارنامهٔ خود دارد. وی در تاریخ ۱۳ مارس ۱۹۲۲ تنها بازی ملی خود را در مقابل تیم ملی فوتبال ولز انجام داد.